# Amcazade Hüseyin Pascha

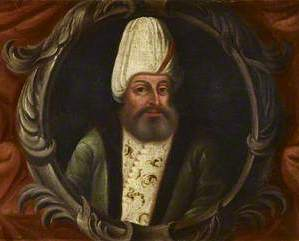
Amcazade Hüseyin Pascha

Amcazade Hüseyin Paşa (* 1644; † September 1702), auch Mustafa Hüseyin Köprülü, war Großwesir des Osmanischen Reiches unter Sultan Mustafa II. Seine Amtszeit dauerte von September 1697 bis September 1702. Er entstammte der einflussreichen Familie der Köprülüs.
| Vorgänger           | Amt                                                                    | Nachfolger              |
| ------------------- | ---------------------------------------------------------------------- | ----------------------- |
| Elmas Mehmed Pascha | Großwesir des Osmanischen Reiches 17. September 1697–4. September 1702 | Daltaban Mustafa Pascha |

| Personendaten    | Personendaten                                  |
| ---------------- | ---------------------------------------------- |
| NAME             | Amcazade Hüseyin Pascha                        |
| ALTERNATIVNAMEN  | Amcazade Hüseyin Paşa; Mustafa Hüseyin Köprülü |
| KURZBESCHREIBUNG | osmanischer Großwesir                          |
| GEBURTSDATUM     | 1644                                           |
| STERBEDATUM      | September 1702                                 |